# Pablo Landeo Muñoz

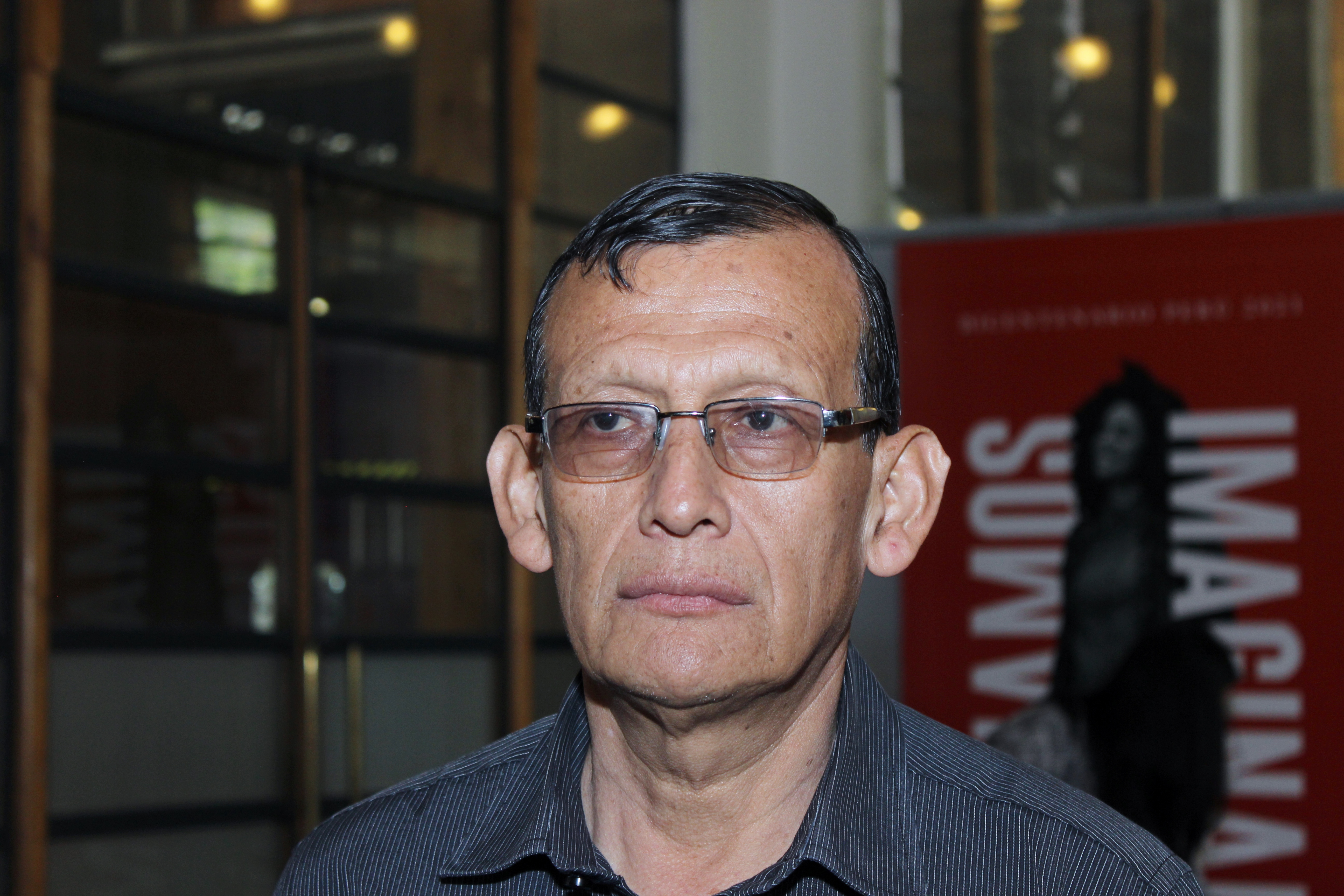
Pablo Landeo Muñoz, 2018

Pablo Landeo Muñoz (* 1959 in Huancavelica, Peru) ist ein peruanischer Schriftsteller, Übersetzer und Literaturwissenschaftler, der auf Spanisch und Chanka-Quechua schreibt. Wegen seiner Quechua-Prosa wird er zu den wichtigsten Quechua-Autoren gezählt.

## Werdegang
Pablo Landeo Muñoz studierte Sprache und Literatur an der Universidad Nacional Mayor de San Marcos in Lima, wo er auch seine Magisterarbeit über Erzählungen in der andinen Tradition schrieb. Derzeit ist er Dozent für Quechua am INALCO in Paris.

## Literarisches Schaffen

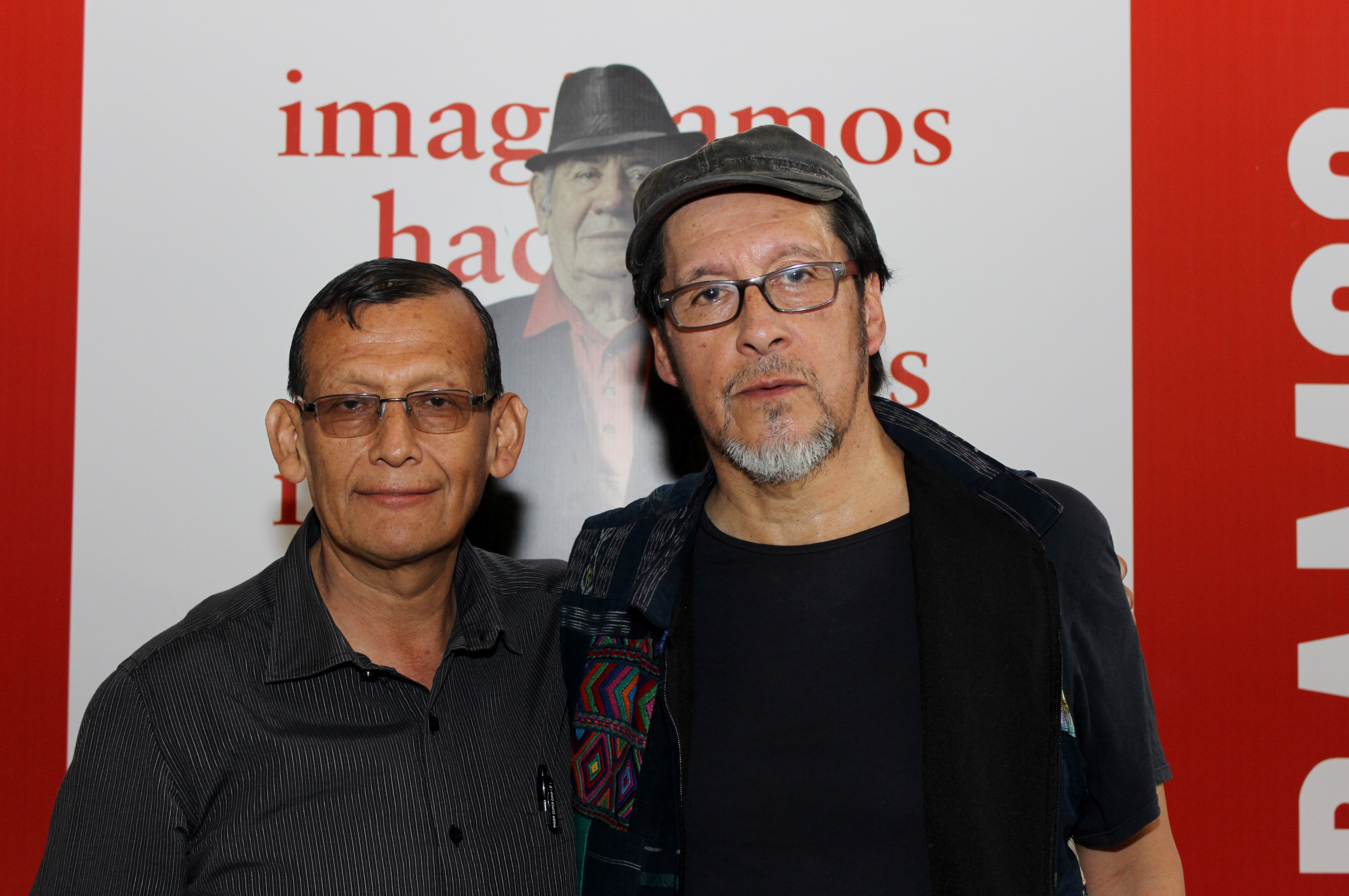
Pablo Landeo mit Elicura Chihuailaf (chilenischer Mapudungun-Schriftsteller), FILSA (Santiago de Chile), 2018

2011 erschien auf Spanisch sein Gedichtband Los hijos de Babel. 2013 brachte er auf Chanka-Quechua unter dem Titel Wankawillka eine Reihe von Erzählungen aus der Region Huancavelica heraus, versehen mit spanischen Übersetzungen und einer anschließenden Fachstudie auf Quechua.
In seinem 2016 erschienenen Roman Aqupampa behandelt er die Problematik der Migration in die Städte vor dem Hintergrund der Gewalt von Sendero Luminoso in der Zeit des bewaffneten Konflikts in Peru. Es handelt sich hier um den ersten Roman auf Quechua, der ohne eine Übersetzung ins Spanische veröffentlicht wurde, das bisher umfangreichste originale Prosawerk auf Quechua und das erste, das im städtischen Umfeld angesiedelt ist.
Pablo Landeo Muñoz ist derzeit Direktor der einmal jährlich und in Gänze auf Quechua erscheinenden Literaturzeitschrift Atuqpa Chupan („Des Fuchses Schwanz“).

## Werke

### Wissenschaftliche Arbeiten
- 2014: Categorías andinas para una aproximación al willakuy. Umallanchikpi kaqkuna. Asamblea Nacional de Rectores, Lima. (Magisterarbeit)

### Gedichte auf Spanisch
- 2011: Los hijos de babel. („Die Söhne von Babel“) Perú Grupo Pakarina, Lima.

### Gedichte auf Quechua
- 2021: Limapaq Runasimi. Perú Grupo Pakarina, Lima.

### Erzählungen auf Quechua
- 2013: Wankawillka. Hanaqpacha ayllukunapa willakuynin („Erzählungen der Himmelsgemeinden“ aus Huancavelica). Perú Grupo Pakarina, Lima.
- 2021: Lliwyaq. Perú Grupo Pakarina, Lima.

### Roman auf Quechua
- 2016: Aqupampa. Perú Grupo Pakarina, Lima. 106 Seiten. ISBN 978-612429709-0